# Javier Saavedra
Javier Saavedra (Peribán, 12 marzo 1973) è un ex calciatore messicano, di ruolo centrocampista.